# یوسف بن عبدالمؤمن
یوسف بن عبدالمومن (۱۷ فوریه ۱۱۳۹، تینمل - ۲۹ ژوئیه ۱۱۸۴، سانتاری) دومین پادشاه مُوَحّدانِ مغرب که بیست‌سال حکومت کرد. به حکمت و فلسفه گرایش داشت و در دربارش حکماء و بزرگان علم از جمله ابن رشد گرد می‌آمدند. در روزگار او، برخی سرزمین‌های مسلمان‌نشین از چیرگی اروپایی بازپس گرفته شد.